# کوماو
کوماو (به ایتالیایی: Comau) شرکت ایتالیایی در حوزه اتوماسیون و ماشین‌سازی صنایع خودروسازی و دیگر صنایع است، که در زمینه تولید تجهیزات خودکارسازی، ربات‌های صنعتی، ماشین‌ابزارها و سامانه‌های انتقال نیرو برای شرکت‌ها و برندهای زیرمجموعه گروه استلانتیس فعالیت می‌نماید.
شرکت کوماو در سال ۱۹۷۳ راه‌اندازی شد و اکنون دارای ۱۵ کارخانه تولیدی و ۳ مرکز تحقیق و توسعه در ۱۳ کشور می‌باشد.
دفتر مرکزی این شرکت در شهر تورین، ایتالیا قرار دارد و به‌عنوان شرکت تابعه‌ای از گروه استلانتیس محسوب می‌شود.